# لويد هيل
لويد هيل (بالإنجليزية: Lloyd Hill)‏ هو لاعب كرة قدم أمريكية أمريكي، ولد في 16 يناير 1972 في أوديسا في الولايات المتحدة.

## روابط خارجية
- لويد هيل على موقع كلية كرة القدم في سبورتس رفرنس.كوم (الإنجليزية)